# Arts Vision
Arts Vision Incorporated (株式会社アーツビジョン Kabushiki-gaisha Ātsu Bijon?) es una agencia de talentos japonesa, que ha empleado un gran número de Seiyūs con una alta trayectoria. Fue fundada en 1984 por Sakumi Matsuda.

## Seiyūs actualmente afiliados a Arts Vision
- Asami Shimoda
- Saki Fujita
- Sayaka Aida
- Yuri Amano
- Yu Asakawa
- Eiji Asanuma
- Isshin Chiba
- Kaoru Fujino
- Yoshinori Fujita
- Jun Fukushima
- Tomoe Hanba
- Risa Hayamizu
- Nobuyuki Hiyama
- Sōichirō Hoshi
- Yayoi Jinguji
- Yoshio Kawai
- Masayo Kurata
- Eiji Maruyama
- Miyuki Matsushita
- Yūji Mikimoto
- Hironori Miyata
- Kaori Mizuhashi
- Jun Mizusawa
- Toshiyuki Morikawa
- Takashi Nagasako
- Miki Narahashi
- Tomomichi Nishimura
- Kazuo Oka
- Takeharu Ōnishi
- Chika Sakamoto
- Yūko Sasamoto
- Akira Sasanuma
- Ikuya Sawaki
- Hekiru Shiina
- Katsumi Shiga
- Chihiro Suzuki
- Katsumi Suzuki
- Reiko Suzuki
- Kenichi Suzumura
- Wataru Takagi
- Yoshino Takamori
- Fujiko Takimoto
- Chiharu Tezuka
- Nobuo Tobita
- Kōsuke Toriumi
- Kanako Tōjo
- Yumi Uchiyama
- Yūichirō Umehara
- Kumiko Watanabe
- Miho Yamada
- Kozue Yoshizumi
- Ayaka Suwa
- Sayumi Suzushiro

## Seiyūs que han trabajado para Arts Vision
- Masumi Asano - ahora trabaja para Aoni Production (desde 2007)
- Megumi Hayashibara - ahora trabaja para Aksent
- Yui Horie - ahora independiente (desde 2007)
- Asami Imai - ahora trabaja para Kaleidoscope (desde 2007)
- Yumiko Kobayashi - ahora independiente (desde 2007)
- Mami Kosuge
- Natsuko Kuwatani - ahora trabaja para I'm Enterprise (desde 2008)
- Kotono Mitsuishi - ahora independiente (desde 2007)
- Kumi Sakuma
- Chiaki Takahashi - ahora independiente
- Yuji Ueda
- Narumi Tsunoda